# Kendrick Lamar (EP)
Kendrick Lamar è l'extended play di debutto del rapper statunitense Kendrick Lamar, pubblicato per il download digitale gratuito dall'etichetta discografica Top Dawg Entertainment.

## Descrizione
Si tratta del primo progetto discografico pubblicato dal rapper di Compton da quando ha iniziato ad usare il suo vero nome, al posto dello pseudonimo K-Dot. L'EP presenta le collaborazioni di Angela McCluskey, Ab-Soul, JaVonte, Jay Rock, BJ The Chicago Kid, Punch, Schoolboy Q e Big Pooh. La produzione è stata invece gestita da Sounwave, Black Milk, Jake One, Q-Tip, Wyldfyer ed altri. Il download dell'EP era in esclusiva sul sito DatPiff, che registrò oltre 100.000 download, guadagnando a tutti gli effetti una certificazione a disco d'oro.

## Tracce
Testi di Kendrick Lamar Duckworth, eccetto dove indicato, musiche di Sounwave, eccetto dove indicato.
1. Is It Love (feat. Angela McCluskey) – 4:00 (testo: Lamar, Angela McCluskey)
2. Celebration – 3:51
3. P&P (feat. Ab-Soul) – 4:42 (testo: Lamar, erbert Anthony Stevens IV – musica: King Blue)
4. She Needs Me (feat. JaVonte) – 3:31 (testo: Lamar, Javonte)
5. I Am (Interlude) – 1:20
6. Wanna Be Heard – 4:37 (musica: Black Milk)
7. I Do This (feat. Jay Rock) – 4:08 (testo: Lamar, Johnny Reed McKinzie, Jr.)
8. Uncle Bobby & Jason Keaton (feat. JaVonte) – 4:00 (testo: Lamar, Javonte)
9. Faith (feat. BJ The Chicago Kid e Punch) – 4:51 (testo: Lamar, Bryan James Sledge, Terrence Henderson – musica: King Blue)
10. Trip – 3:50
11. Vanity Slaves – 4:15 (musica: The Foreign Exchange)
12. Far From Here (feat. Schoolboy Q) – 3:53 (testo: Lamar, Quincy Matthew Hanley – musica: Jake One)
13. Thanksgiving (feat. Big Pooh) – 3:39 (testo: Lamar, Thomas Louis Jones III – musica: Wyldfyer)
14. Let Me Be Me – 7:20 (musica: Pete Rahk)

Bonus track
1. Determined (feat. Ash Riser) – 4:31 (testo: Lamar, Ash Winston Riser)

### Campionature
- Is It Love contiene un campione di Don't Look Back, eseguita dai Télépopmusik ed Angela McCluskey.
- P&P contiene un campione di Clock With No Hands, eseguita dai The Roots e Mercedes Martinez.
- She Needs Me contiene: un campione di Byrdshot and Bye, eseguita da Dimlite; un campione di Long Red, eseguita dai Mountain; un campione di batteria di Let's Ride, eseguita da Q-Tip.
- I Am (Iinterlude) è un remix di Believe, eseguita da Q-Tip e D'Angelo.
- Wanna Be Heard è un remix di Popular Demand, eseguita e prodotta da Black Milk.
- I Do This contiene un campione di Don't You Want to Stay, eseguita da Bill Withers.
- Faith contiene un campione di Tired of Fighting, eseguita dalla Menahan Street Band.
- Vanity Slaves è un remix di Daykeeper, eseguita dai The Foreign Exchange e Muhsinah.
- Thanksgiving contiene un campione di Almost Like Being in Love, eseguita da Nat King Cole ed un campione di Long Red, eseguita dai Mountain.
- Determined contiene un campione di Family, eseguita da Lamont Dozier ed un campione di Touch the Sky, eseguita da Kanye West e Lupe Fiasco.